# Manoir de l'Île-Blanche
Le manoir de l'Île-Blanche (ou château de Toul-an-Héry) est un château situé sur la commune de Locquirec dans le Finistère.

## Historique
Dominant l'anse de Porz Morvan, le manoir de l'Île-Blanche date du XVIIe siècle (1661), à l'époque où le petit port de Toul-an-Héry était florissant.
Son premier propriétaire connu est Richard de La Haye, armateur, qui combat au service du roi Louis XIV. Il mourut en 1668.
Au cours du XIXe siècle, le domaine passa successivement à la famille Guezennec, à la famille Goüin (avec Francis Goüin, historien et magistrat, petit-fils d'Henri Pierre Goüin et d'Armand Joseph Dubernad), à Henri Le Blond en 1887 et à M. Crokaert.
Early John Norton (en), avocat-conseil du vice-roi des Indes à Madras, devient à son tour propriétaire du domaine en 1903.
L'édifice est remanié à la demande de son épouse, Marie Gerrard Benburry, éprise de luxe et de fêtes somptueuses. Durant quatre années, les deux ailes, les tourelles et la tour carrée de l'horloge, la salle des fêtes, le portique d'entrée et son clocheton sont réalisés.
En 1926, las de ces prodigalités, son époux met le manoir en vente. Il est acquis par la Congrégation des Filles du Saint-Esprit du diocèse de Saint-Brieuc qui aujourd’hui encore anime le domaine.

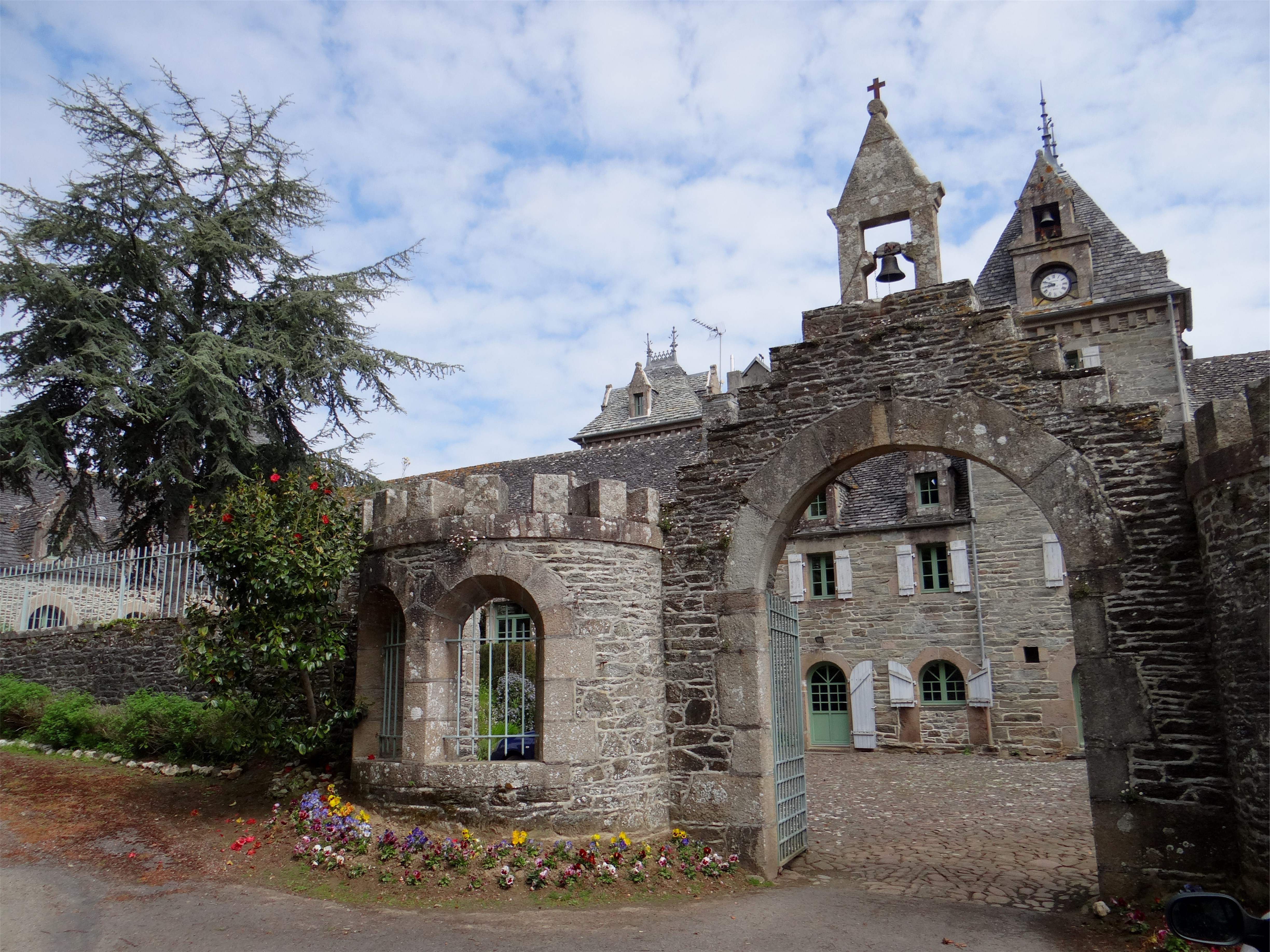
Le portique d'entrée et son clocheton.
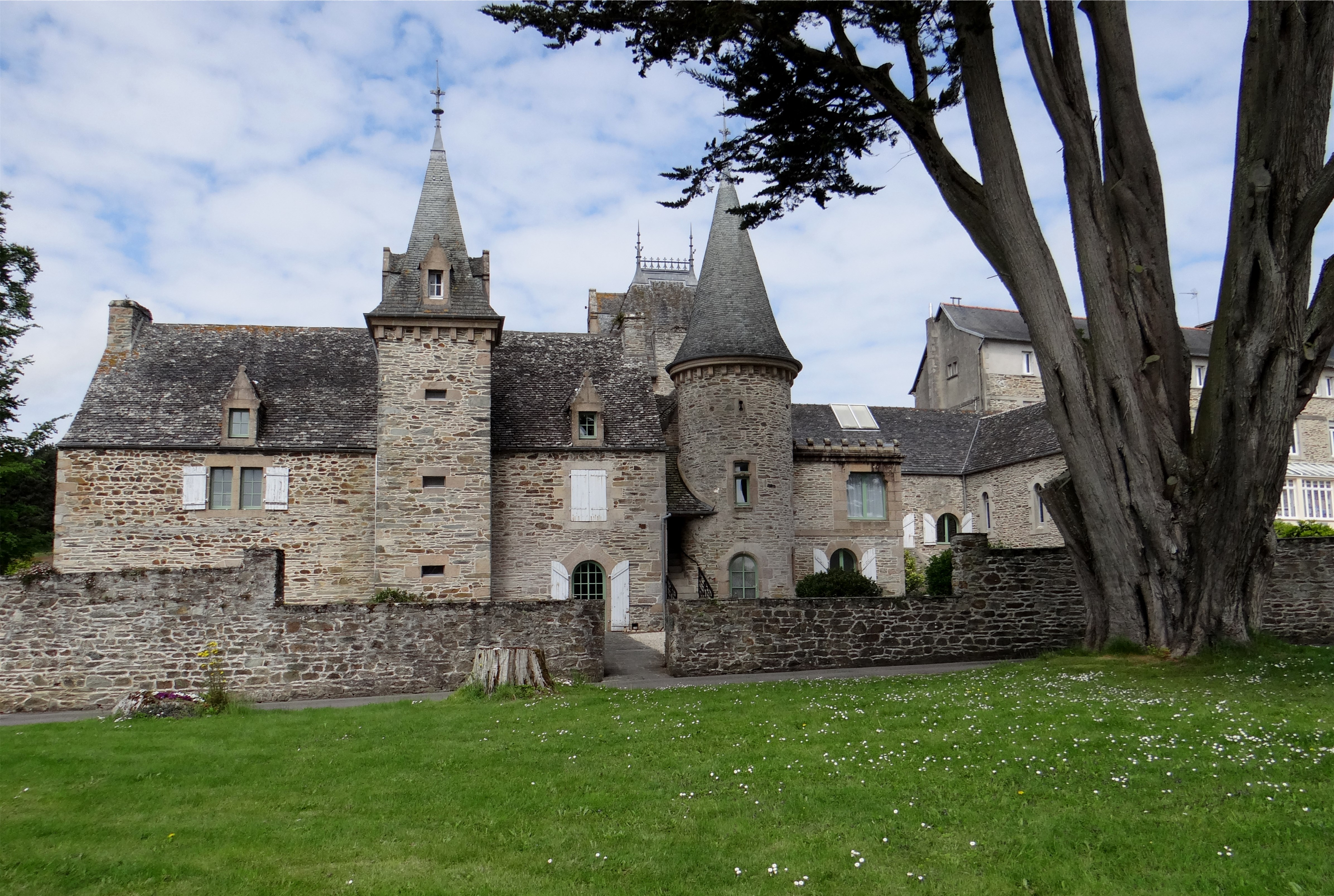
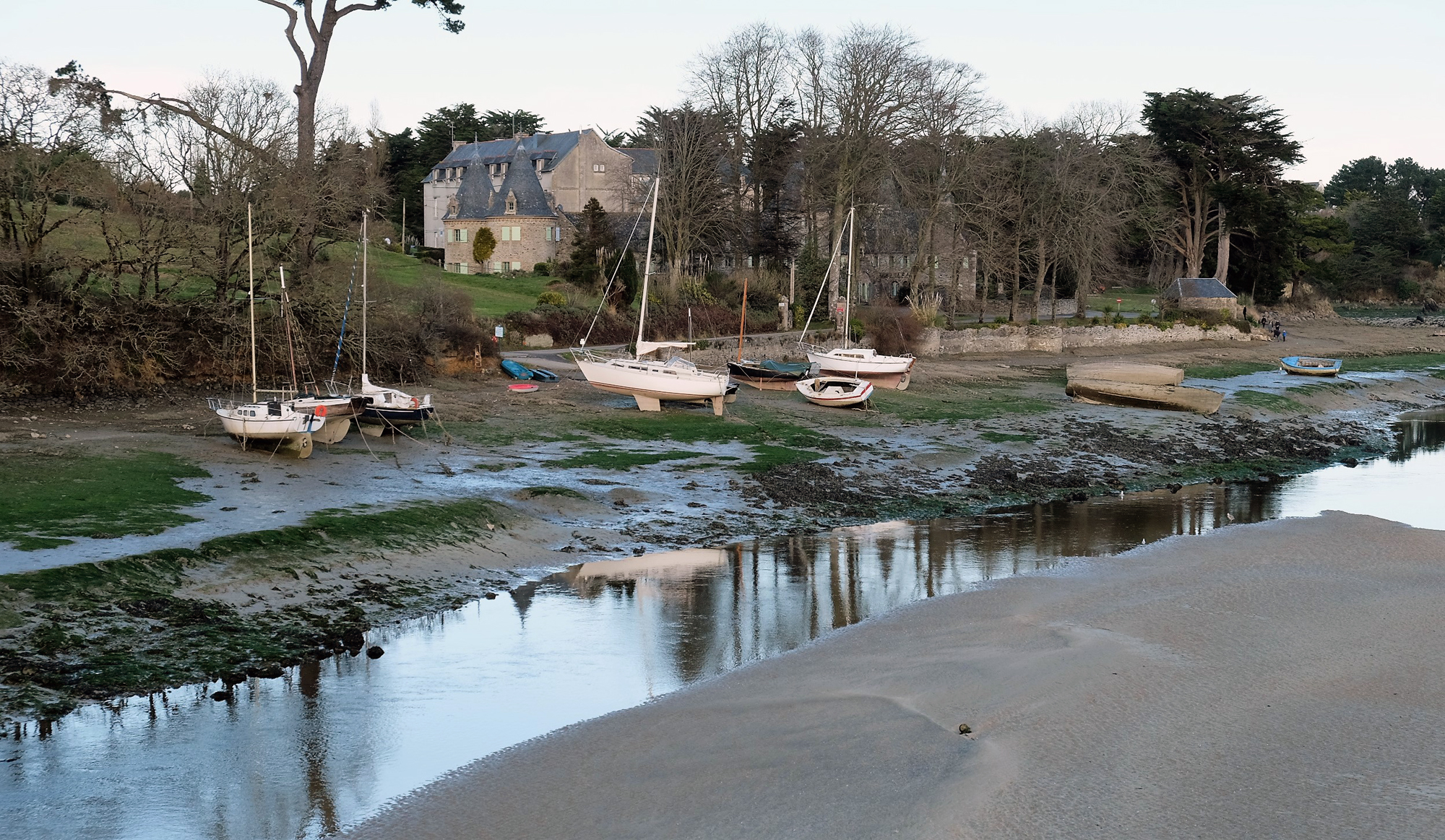

Un calvaire, dressé sur un massif rocheux, est composé d’une grande croix fleuronnée avec crucifix avec à sa base, quatre personnages grandeur nature (2 hommes et 2 femmes), représentant la Mise au tombeau du  Christ
.

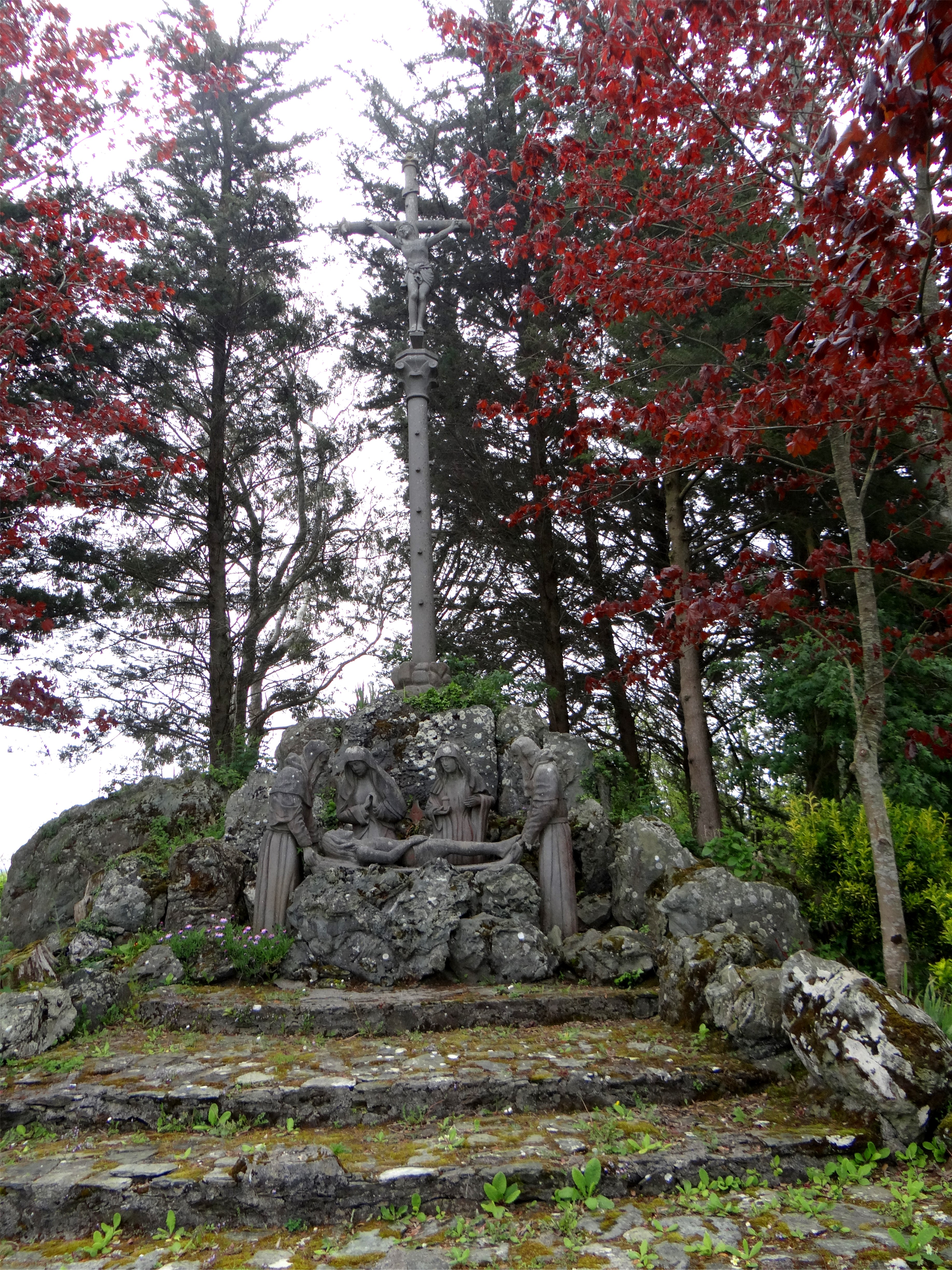
Le calvaire du manoir de l’Île-Blanche
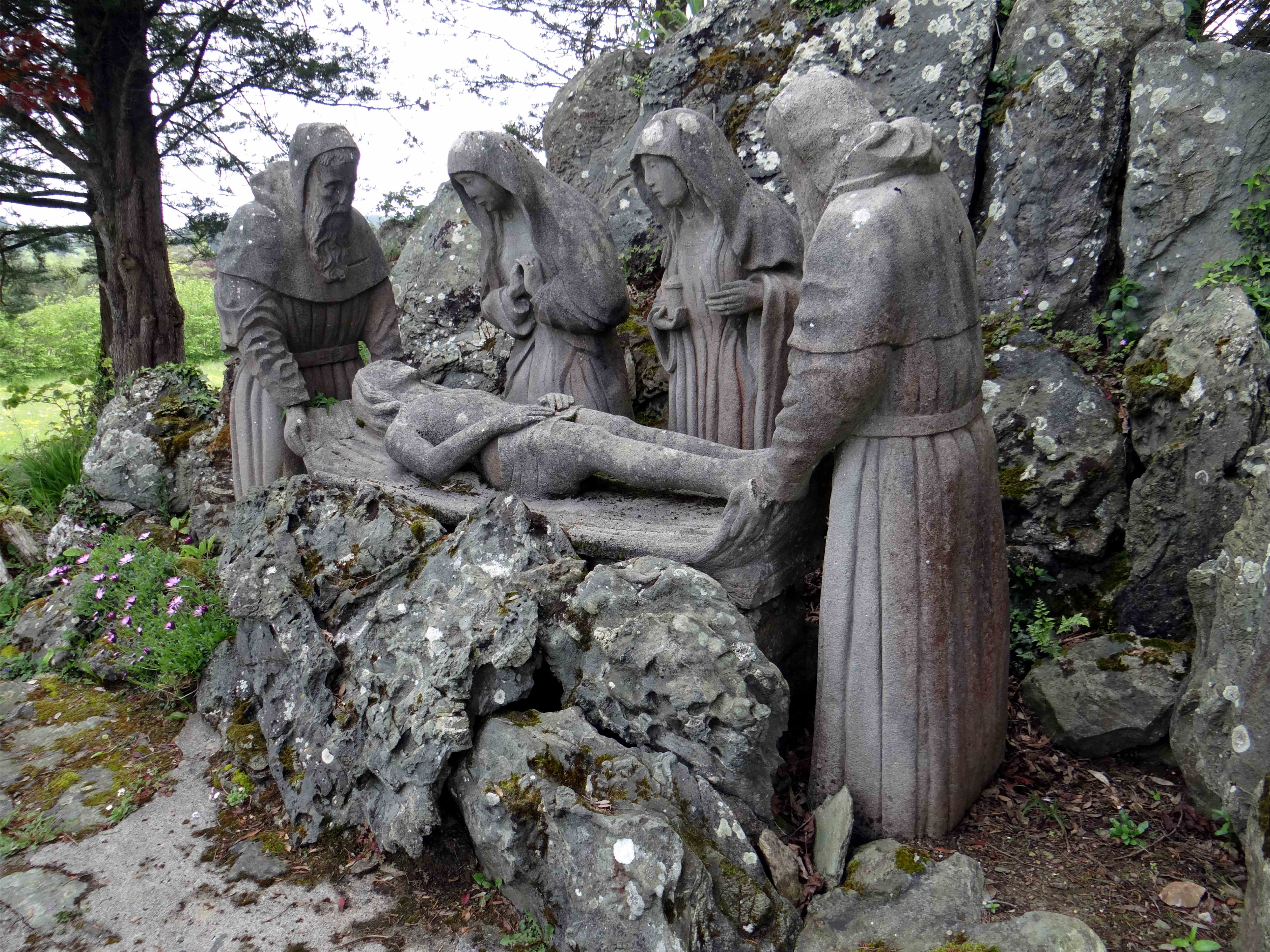
Mise au tombeau

## Description
S'organisant en forme de U autour d'une cour, l’ensemble des bâtiments est construit en moellon, schiste calcaire de couleur vert-bleue, dite « pierre de Locquirec ». Les corps de logis et les communs forment plusieurs pavillons qui s’étendent jusqu’à l’arrière de la propriété. Les tours et les toitures du manoir sont recouvertes d’ardoise. Sa construction serait inspirée d'un château anglais offert par Henri VIII à l'archevêché de Canterbury.

## Accès
Le domaine de l’Île-Blanche se trouve en bordure de la route de la corniche joignant Locquirec à Saint-Efflam (D64, puis D42).
Sa direction est indiquée sur la gauche, juste avant le pont sur le Douron, quasiment en face de la rue de Toul an Héry.

## Sources
- "Itinéraires du Soleil Levant : L'Île-Blanche, l'estuaire du Douron et les ruines gallo-romaines", in: Le pays de Locquirec. Itinéraires